# Città Universitaria di Catania
La Città Universitaria di Catania - comunemente detta Cittadella - è un campus dell'Università degli Studi di Catania, in cui hanno sede le facoltà tecnico-scientifiche dell'ateneo siciliano, il policlinico e il centro universitario sportivo.

## Storia
Il progetto di una "cittadella universitaria" a Catania, fu elaborato nel 1961 dall'architetto Luigi Piccinato, che individuò un'area di 25 ettari sulla collina di Santa Sofia, nella parte nordoccidentale del capoluogo a ridosso della circonvallazione, la zona in cui andava edificata. Prese forma dopo il 1977, quando l'allora rettore Gaspare Rodolico stabilì che nel nuovo complesso da realizzare vi dovessero essere trasferite tutte le facoltà tecnico-scientifiche dell'università catanese.
Nel corso degli anni ottanta entrarono in funzione il policlinico universitario e vennero gradualmente trasferite le sedi delle facoltà tecnico-scientifiche, fino ad allora ospitate nei vecchi locali del centro storico e nell'Ospedale Vittorio Emanuele.

## Descrizione
La Città Universitaria di Catania è il principale polo scientifico dell'università. Ospita i dipartimenti delle aree Agraria, Architettura, Farmacia, Ingegneria, Medicina e Chirurgia e Scienze Matematiche, Fisiche e Naturali. Vi si trova un ambulatorio per il dipartimento di Medicina e Chirurgia, il policlinico universitario (P.O. "Gaspare Rodolico"), vari laboratori, l'osservatorio astrofisico, alcuni istituti del CNR e la sede di uno dei quattro laboratori dell'Istituto nazionale di fisica nucleare.
La Cittadella Universitaria è anche sede degli impianti sportivi del CUS. Vi si trova un campo in erba in cui molte squadre catanesi di vari sport disputano il precampionato (tra cui anche l'Amatori Catania di rugby, che ha disputato le prime partite di campionato nel 2005-2006). Il campo di pallacanestro è il più capiente dopo il PalaGalermo in città e ha ospitato anche la Serie B2 nel biennio 1999-2001.